# Parachtes inaequipes
Parachtes inaequipes är en spindelart som först beskrevs av Simon 1882.  Parachtes inaequipes ingår i släktet Parachtes och familjen ringögonspindlar. Inga underarter finns listade i Catalogue of Life.